# Xubida
Xubida é um gênero de mariposa pertencente à família Crambidae.